# Miami Fusion
Miami Fusion – amerykański klub piłkarski z siedzibą w mieście Fort Lauderdale, w stanie Floryda. Jego domowym obiektem był Lockhart Stadium, który mógł pomieścić 20,450 widzów. Zespół istniał w latach 1997-2001.

## Historia
Drużyna "Fusion" została założona w 1997 i przez cały okres swojego istnienia grała w najwyższej klasie rozgrywkowej. Najsłynniejszymi zawodnikami grającymi w klubie byli m.in. Eric Wynalda, Carlos Valderrama, Pablo Mastroeni, Diego Serna i Preki. Zespół został rozwiązany w 2001 roku razem z innym klubem z Florydy: Tampa Bay Mutiny, kiedy liczba drużyn mogąca grać w MLS została zredukowana z 12 do 10.

## Osiągnięcia
- MLS Supporters' Shield: 2001
- Drugie miejsce w US Open Cup: 2000

## Rekordy
- Mecze: Pablo Mastroeni, Diego Serna: 100
- Gole: Diego Serna: 52
- Asysty: Diego Serna: 36
- Czyste konto: Jeff Cassar, Nick Rimando: 7

## Reprezentanci kraju grający w klubie
| Stany Zjednoczone - Leo Cullen - Matt Kmosko - Pablo Mastroeni - Cle Kooiman - Ramiro Corrales - Henry Gutierrez - Nelson Vargas - Jay Heaps - Eric Wynalda - Nick Rimando - Kyle Beckerman - Roy Lassiter - Carlos Llamosa - Chris Henderson - Preki | Jamajka - Tyrone Marshall - Andy Williams Kolumbia - Carlos Valderrama Honduras - Saúl Martínez - Alex Pineda Chacón Trynidad i Tobago - Mickey Trotman Gwatemala - Martín Machón Południowa Afryka - Ivan McKinley Palestyna - Shaker Asad Kanada - Ali Gerba |